# Rachicladosporium cboliae
Rachicladosporium cboliae är en svampart som beskrevs av Crous 2009. Rachicladosporium cboliae ingår i släktet Rachicladosporium, ordningen Capnodiales, klassen Dothideomycetes, divisionen sporsäcksvampar och riket svampar.   Inga underarter finns listade i Catalogue of Life.